# Carlos Antonio López
Carlos Antonio López, né le 4 novembre 1792 à Asuncion (Paraguay) et mort le 10 septembre 1862 dans la même ville, est un homme d'État paraguayen, neveu du dictateur José Gaspar Rodriguez de Francia, et lui-même chef suprême à vie du Paraguay de 1844 à sa mort. Il est le deuxième dictateur du Paraguay depuis l'indépendance du pays en 1811. Exerçant un pouvoir toujours absolu mais consenti par le peuple, il ouvre le pays aux techniques nouvelles, sans pour autant céder un pouce sur l'indépendance du pays, bien qu'il ait tenté d'établir des relations normales avec ses voisins et au-delà, en dépit de la pression de l'Argentine, du Brésil, de la Grande-Bretagne et des États-Unis, qui se faisait plus forte.
Dès son arrivée au pouvoir, il rédige une nouvelle constitution, de teinte aristocratique, approuvée par le congrès qui lui confère les pleins pouvoirs. Autoritaire, il instaure un régime héréditaire avec un système monarchique qui permet à son fils aîné, Francisco Solano López, de lui succéder à la tête du pays, et poursuit la politique protectionniste de son oncle, à une époque où la plupart des autres pays adoptaient le système libre-échangiste promu par le Royaume-Uni tout en confiant à leur bourgeoise nationale le soin de piloter la création de richesses. Son régime autoritaire permet de construire les bases d'un État fort et dirigiste afin d'entreprendre la modernisation économique du pays. Ce modèle, poursuivi après par son fils, fait du Paraguay l'un des pays les plus modernes et les plus socialement avancés d’Amérique latine : la redistribution des richesses est si importante que de nombreux voyageurs étrangers rapportent que le pays ne connaît ni la mendicité, ni la faim, ni les conflits. La réforme agraire a permis de répartir assez équitablement la terre. La capitale, Asunción, figure parmi les premières capitales du continent à inaugurer un réseau de chemins de fer. Le pays possède une industrie en pleine expansion et une flotte marchande composée de navires construits dans des chantiers nationaux, présente une balance commerciale excédentaire et ne connait pas l’endettement. Avec les années, son gouvernement s'est distingué par les diverses réformes qui ont contribué aux progrès du pays sur les plans politique, économique et surtout culturel. Par ces accomplissements, son régime s'est maintenu jusqu'en 1870.

## Premières années

### Famille et carrière

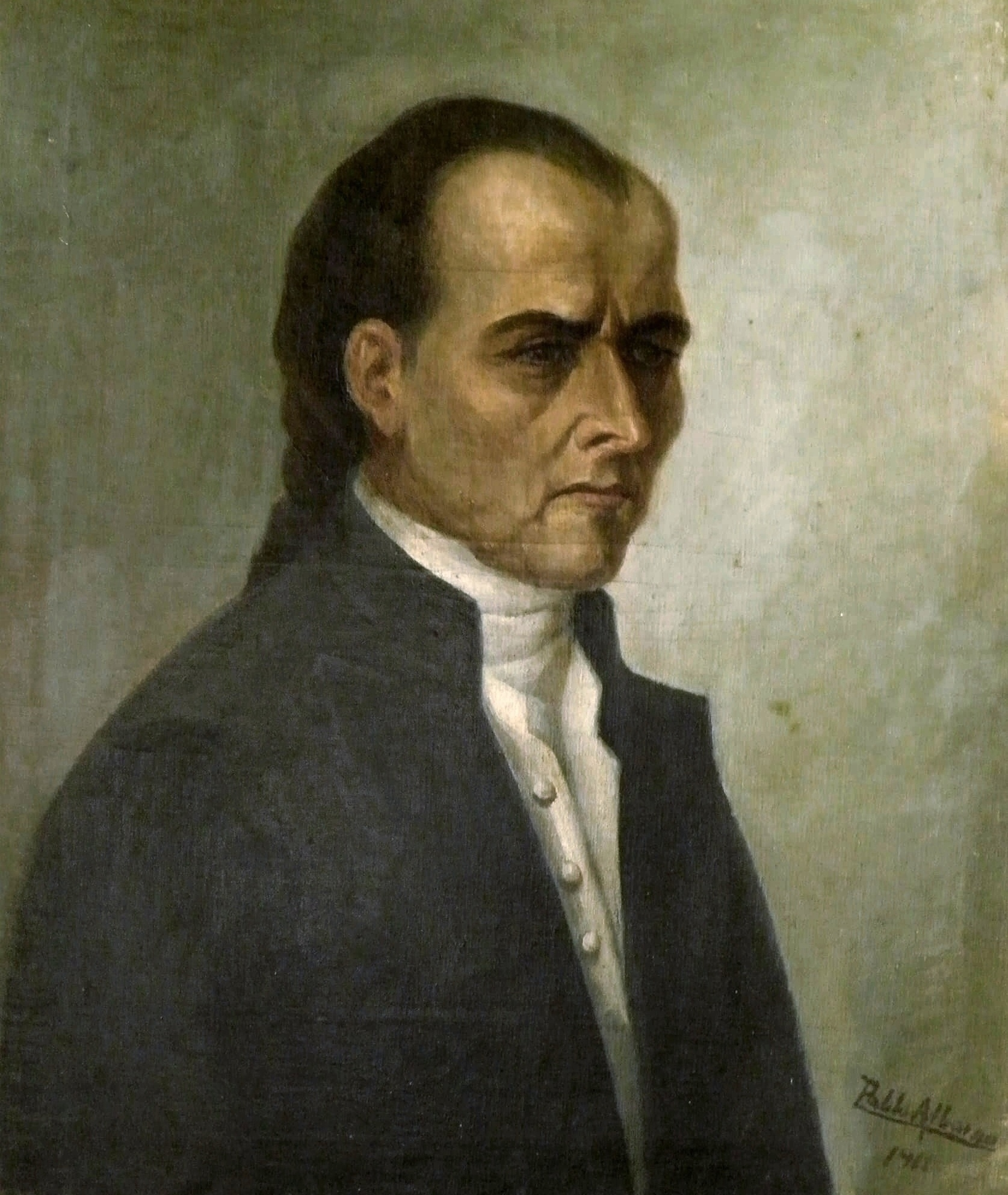
José Gaspar Rodriguez de Francia dit El Supremo, oncle de López.

Né à Asuncion, alors capitale et unique ville de l'Intendance du Paraguay, subdivision administrative de la Vice-royauté du Río de la Plata, il commence par y étudier la philosophie et la théologie au séminaire royal de Saint-Charles sur l'injonction de ses parents. Il abandonne malgré tout rapidement ce cursus pour suivre des études de droit. Après être devenu docteur en jurisprudence, il obtient une chaire. Il reste pourtant dans l'ombre pendant plusieurs années à cause de sa mésentente avec son oncle, le maître absolu du Paraguay, le dictateur José Gaspar Rodriguez de Francia dit « El Supremo ». Il acquiert cependant une connaissance si profonde des lois et une si grande habileté dans la gestion des affaires de l'État qu'après la mort de Francia, en 1840, et la brève administration du pays par une junte provisoire jusqu'à l'année suivante, il se porta candidat à sa succession.

### Prise de pouvoir
Influent et issu de la même famille que Francia, il s'impose rapidement face à ses adversaires et se fait élire Consul par le Congrès, conjointement avec le lieutenant Mariano Roque Alonso, qu'il parvient finalement à écarter en 1844.
Le Congrès qu'il fait se réunir le 14 mars 1844 prend la décision d'abolir le régime consulaire. Désormais tout puissant, López, comme son oncle, prend les pleins pouvoirs, écarte toute oppositions, élabore une nouvelle constitution et établit sa propre dictature. Son fils aîné, Francisco Solano Lopez, est son successeur désigné.

## Règne (1844-1862)

### Autoritarisme

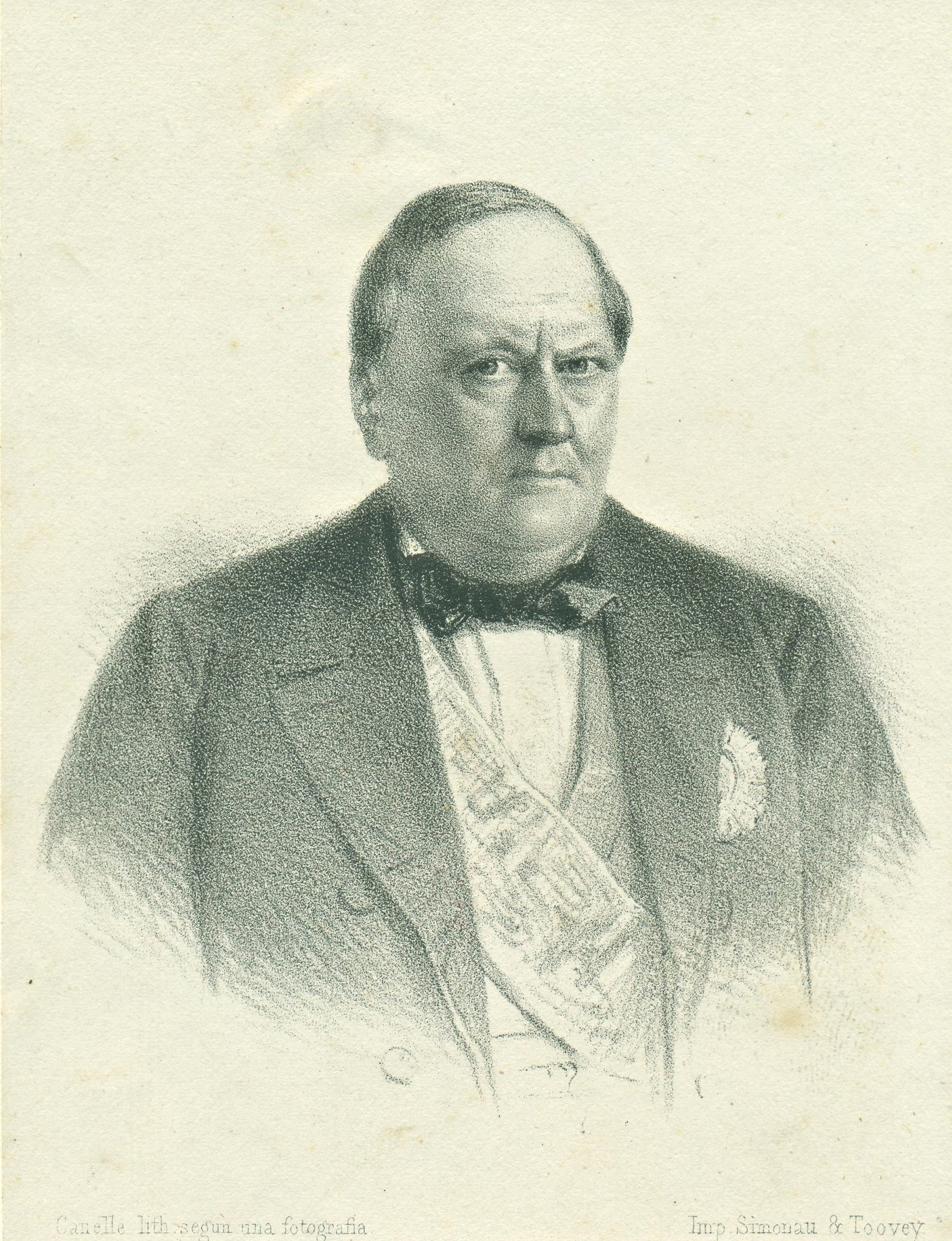
Don Carlos Antonio Lopez.

Son pouvoir fut largement autoritaire. Son style de gouvernement s'approchait de celui d'un despote éclairé. Il a largement contribué au développement économique et social de son pays, pourtant l'un des plus enclavés et isolés du continent américain. Il a doté le Paraguay d'une nouvelle constitution, d'une armée moderne et de la première ligne de chemin de fer d'Amérique du Sud. Il fonde le peso paraguayen en 1856.
Dans le domaine social, il a été l'instigateur d'une réforme agraire ainsi que d'une réforme en profondeur de l'administration. Il a rendu l'enseignement gratuit et obligatoire et a dans ce but imposé la construction de plus de 300 écoles. Il a accordé la citoyenneté aux populations autochtones (les indiens Guaraní). Il a en outre encouragé la création d'imprimeries ainsi que du premier journal national, El Paraguayo Independiente (Le Paraguayen indépendant).
Il a grandement œuvré pour la reconnaissance de l'identité nationale de son pays, tant à l'intérieur (création d'un hymne national) qu'à l'extérieur, obtenant de ses voisins la reconnaissance de l'indépendance du Paraguay et du tracé de ses frontières.

### Politique étrangère
Il a signé des traités commerciaux avec les États-Unis, la France et le Royaume-Uni. Il a été le véritable instigateur du dynamisme économique de son pays à l'époque, avec par exemple la création des fonderies d'Ybycui. C'est entre autres grâce à l'acier produit à Ybycui qu'il a pu développer un arsenal et une flotte de guerre sur le rio Paraguay.

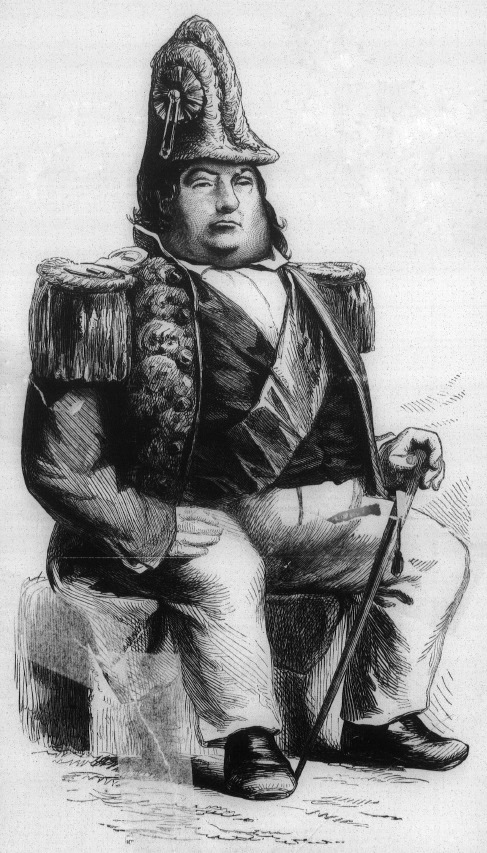
Portrait satirique de Don Carlos.

Son autoritarisme et ses ambitions ont souvent mis le Paraguay en situation de grave crise diplomatique avec ses voisins comme avec les États-Unis ou l'Angleterre. Don Carlos Antonio Lopez est pourtant toujours parvenu à éviter que ces crises ne dégénèrent en guerre.

### Mort et succession
Don Carlos Antonio López s'éteint le 10 septembre 1862, dans son palais à Asuncion, à l'âge de 69 ans après 18 années de règne absolu sur le Paraguay. Comme convenu, c'est son fils aîné, Francisco Solano López, qui lui succède à la tête du pays, instaurant ainsi une sorte de système monarchique.
Solano Lopez, réagissant à l'attaque du gouvernement conservateur ami de Montevideo par le parti des libéraux soutenus par le Brésil, après notification que le Paraguay ne pourrait accepter de modification de l'équilibre des forces dans le Rio de la Plata, ouvrit les hostilités contre le Brésil dès 1864 d'abord, donna prétexte à l'Argentine pour rejoindre le Brésil en faisant passer une colonne armée sur le territoire de la province d'Entre Rios ensuite et, enfin, le Brésil ayant renversé le gouvernement uruguayen favorable au Paraguay et installant son allié Venancio Flores, par ailleurs proche du président argentin Mitre, se trouva avec un troisième ennemi. Compte tenu du passé et du contexte régional, il n'était pas illogique pour Francisco Solano Lopez d'engager le combat, le temps jouant à moyen terme contre le Paraguay.
Le régime de la dynastie López s'écroule après la chute de son fils en 1870, à la suite de la guerre de la Triple-Alliance, entraînant la proclamation d'une République et d'une nouvelle constitution.

## Descendance

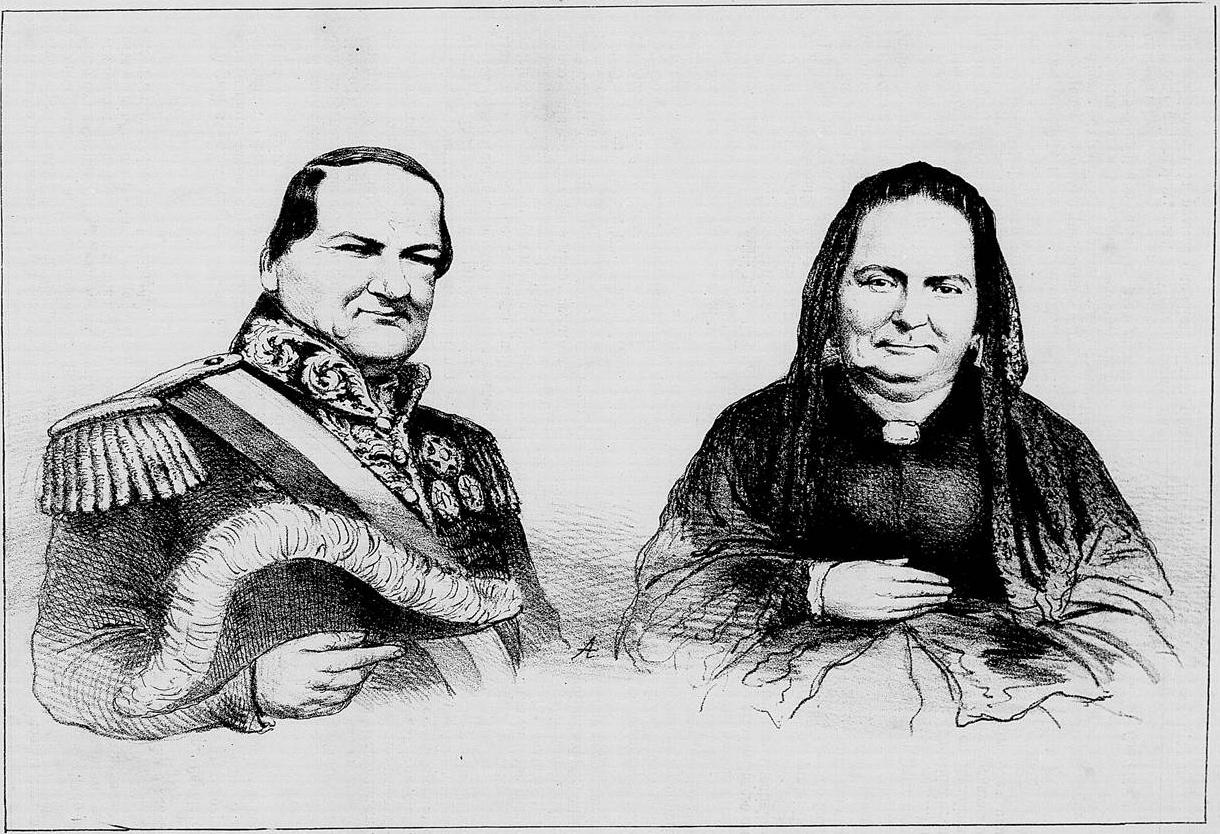
Don Carlos Antonio López et son épouse, Doña Juana Pabla Carrillo.

Carlos Antonio López a épousé Juana Pabla Carrillo Vianna, née en 1807 et morte en 1871, fille de Pedro Ignacio Carrillo Cabañas de Ampuero (décédé en 1814) et de María Magdalena Vianna Larios (1773-1842). Ils ont 5 enfants :
- Francisco Solano López (1827-1870), maréchal et dirigeant suprême à vie du Paraguay de 1862 à sa mort ;
- Venancio López (1828-1870), général ;
- Juana Inocencia López (1829-1902) ;
- Mónica Rafaela López (1830-1891) ;
- Ángel Benigno López (1834-1868), général ;